# Lucma (distrito de Gran Chimú)
Lucma é um distrito do Peru, departamento de La Libertad, localizada na província de Gran Chimú.

## Transporte
O distrito de Lucma é servido pela seguinte rodovia:
- LI-111, que liga o distrito de Cascas à cidade de Charat
- LI-106, que liga o distrito à cidade de Sayapullo [1][2][3]